# Cehu Silvaniei
Cehu Silvaniei é uma cidade da Roménia com 8.468 habitantes, localizada no județ (distrito) de Sălaj.